# Bandial jezik
Bandial jezik (ISO 639-3: bqj; banjaal, eegima, eegimaa), nigersko-kongoanski jezik iz Senegala kojim govori oko 11 200 ljudi (2006) u području kod rijeke Casamance u selima Affiniam, Badiate-Grand, Bandial, Brin, Enampor, Essil, Etama, Kamobeul i Seleky. Ima tri dijalekta: affiniam, bandial i elun (hulon, kuluunaay, kujireray).
Bandial pripada užoj skupini atlantskih jezika i s jezikom gusilay [gsl] gusilayskoj podskupini.

## Vanjske poveznice
- Ethnologue (14th)
- Ethnologue (15th)